# Santos peregrinos
Santos peregrinos és una pel·lícula mexicana estrenada en 2004. Escrita i dirigida per Juan Carlos Carrasco, conta una història d'humor negre. "Santos Peregrinos" és com se'l coneix a les tres figures de la sagrada de família en la tradició mexicana, Un Josep, Una Maria i un Nen Déu que s'empren als naixements nadalencs tradicionals.

## Sinopsi
Emiliano Zapata li lliura unes figures dels Sants Pelegrins a una dona amb un bebè en braços, moments abans de ser assassinat a la Hisenda de Chinameca. 85 anys després, un ancià de nom don Emiliano que diu ser fill del prócer, celebra una posada els dies 24 de desembre amb aquestes figures al veïnatge on resideix al costat de gent molt humil.
Per circumstàncies estranyes, don Emiliano mor dos dies abans de la gran posada, en vetllar-lo i esculcar les seves coses, els veïns troben un testament on llega les figures a tots els habitants del veïnatge la qual cosa produeix riure dels veïns. El dia de la gran posada, un plet entre dues famílies provoca la caiguda dels Sants Pelegrins, en trencar-se, s'adonen que les figures estaven farcides de monedes d'or. La cobdícia i l'enveja provoca un circ de fatalitats al seu voltant.

## Repartiment
- Carmen Salinas…. La Abuela
- Isaura Espinoza…. Lucha
- Arturo Beristaín…. Tocino
- Julieta Egurrola…. Juanita
- Paloma Woolrich…. Chole
- Ernesto Gómez Cruz…. Don Emiliano
- Francesca Guillén…. Matilda
- Adal Ramones…. Nicandro
- José Carlos Rodríguez…. Don Gustavo
- Jimena Guerra…. Elia
- Luis Gerardo Méndez…. Mao
- Moisés Iván Mora…. Memo
- Alberto Reyes... Piolín

## Premis y nominacions
En la XLVII edició dels Premis Ariel fou nominada a la millor opera prima (Santos Peregrinos) i a la millor actriu de repartiment (Paloma Woolrich).